# Diocesi di Attanaso
La diocesi di Attanaso (in latino: Dioecesis Attanasensis) è una sede soppressa e sede titolare della Chiesa cattolica.

## Storia
Attanaso, identificabile con Aydan nell'odierna Turchia, è un'antica sede episcopale della provincia romana della Frigia Pacaziana nella diocesi civile di Asia. Faceva parte del patriarcato di Costantinopoli ed era suffraganea dell'arcidiocesi di Laodicea.
La diocesi è documentata nelle Notitiae Episcopatuum del patriarcato di Costantinopoli fino al XII secolo.
Sono solo tre i vescovi attribuiti a questa diocesi: Filadelfio, che non prese parte al concilio di Calcedonia nel 451 e alcuni atti sinodali furono firmati al suo posto dal metropolita Nunechio di Laodicea; Cristoforo, che assistette al secondo concilio di Nicea nel 787; e Filoteo, che partecipò al concilio di Costantinopoli dell'879-880 che riabilitò il patriarca Fozio di Costantinopoli.
Dal XX secolo Attanaso è annoverata tra le sedi vescovili titolari della Chiesa cattolica; la sede è vacante dal 7 luglio 1964.

## Cronotassi

### Vescovi greci
- Filadelfio † (menzionato nel 451)
- Cristoforo † (menzionato nel 787)
- Filoteo † (menzionato nell'879)

### Vescovi titolari
- Lawrence Pullen Hardman, S.M.M. † (15 maggio 1952 - 25 aprile 1959 nominato vescovo di Zomba)
- Joseph-Albert Malula † (2 luglio 1959 - 7 luglio 1964 nominato arcivescovo di Léopoldville)